# حكومة محمد مزالي
حكومة محمد مزالي هي حكومة تونسية ترأسها محمد مزالي. عينت الحكومة في 23 أبريل 1980 وأتمت مهامها في 8 يوليو 1986، تاريخ تعيين حكومة رشيد صفر الجديدة.

## التركيبة الأولى للحكومة

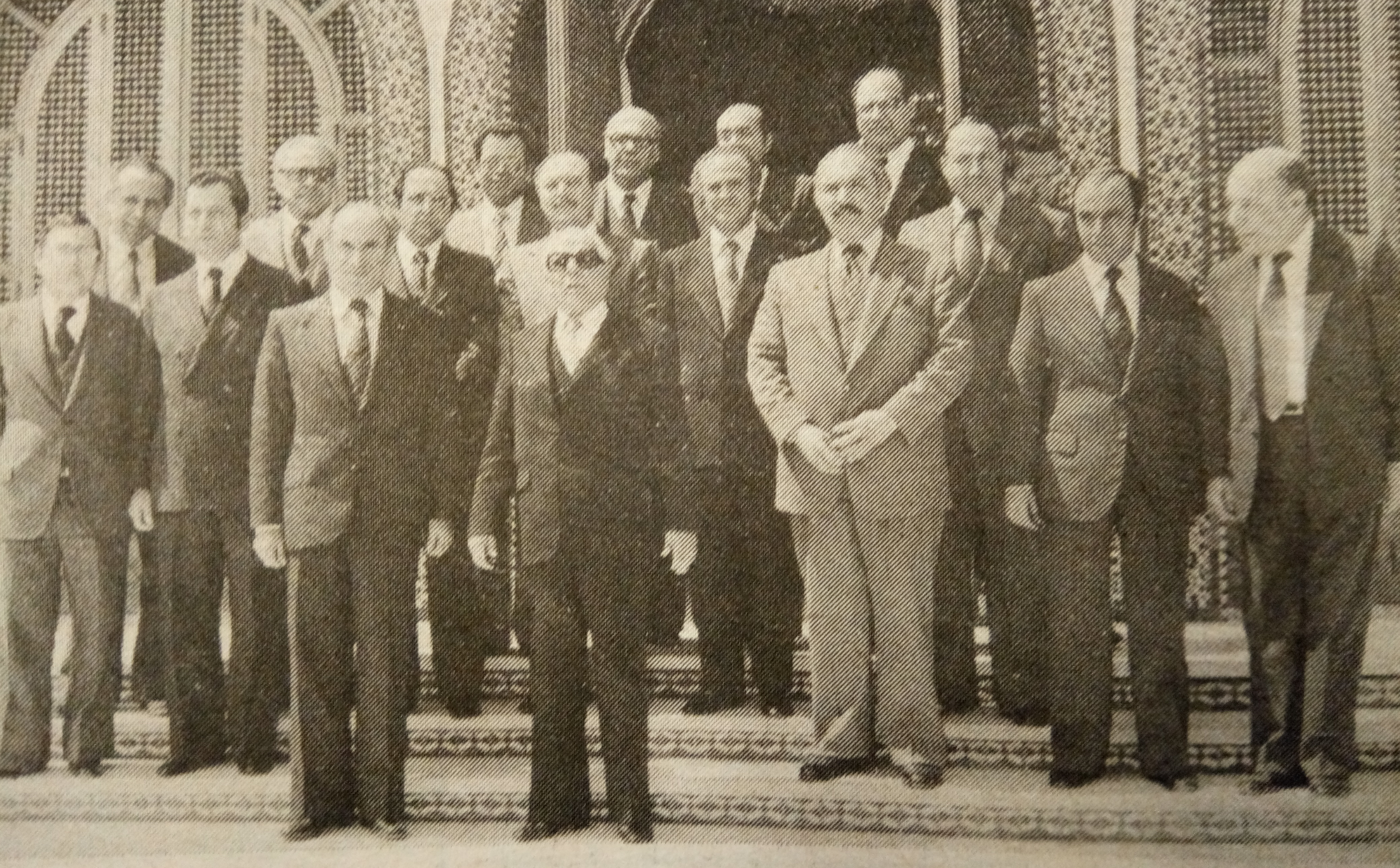
حكومة محمد مزالي

تكونت الحكومة في 23 أبريل 1980 برئاسة محمد مزالي، وتكونت من 15 وزيرا ووزيرين مندوبين وكاتب دولة واحد.

### الوزراء
| الصورة | الحقيبة الوزارية                       | الاسم                | الحزب | الحزب                    |
| ------ | -------------------------------------- | -------------------- | ----- | ------------------------ |
|        | الوزير الأول                           | محمد مزالي           |       | الحزب الاشتراكي الدستوري |
|        | مستشار خاص لدى رئيس الجمهورية التونسية | الحبيب بورقيبة الابن |       | الحزب الاشتراكي الدستوري |
|        | وزير العدل                             | محمد شاكر            |       | الحزب الاشتراكي الدستوري |
|        | وزير الشؤون الخارجية                   | حسان بلخوجة          |       | الحزب الاشتراكي الدستوري |
|        | وزير الداخلية                          | إدريس قيقة           |       | الحزب الاشتراكي الدستوري |
|        | وزير الدفاع                            | صلاح الدين بالي      |       | الحزب الاشتراكي الدستوري |
|        | وزير المالية                           | منصور معلى           |       | الحزب الاشتراكي الدستوري |
|        | وزير الاقتصاد الوطني والتخطيط          | عبد العزيز الأصرم    |       | الحزب الاشتراكي الدستوري |
|        | وزير التجهيز والإسكان                  | محمد الصياح          |       | الحزب الاشتراكي الدستوري |
|        | وزير الشؤون الثقافية والإعلام          | فؤاد المبزع          |       | الحزب الاشتراكي الدستوري |
|        | وزير التربية الوطنية                   | محمد فرج الشاذلي     |       | الحزب الاشتراكي الدستوري |
|        | وزير التعليم العالي والبحث العلمي      | عبد العزيز بن ضياء   |       | الحزب الاشتراكي الدستوري |
|        | وزير الفلاحة                           | الأسعد بن عصمان      |       | الحزب الاشتراكي الدستوري |
|        | وزير الصحة العمومية                    | رشيد صفر             |       | الحزب الاشتراكي الدستوري |
|        | وزير النقل والاتصالات                  | الصادق بن جمعة       |       | الحزب الاشتراكي الدستوري |
|        | وزير الشؤون الاجتماعية                 | محمد الناصر          |       | الحزب الاشتراكي الدستوري |
|        | وزير الشباب والرياضة                   | الهادي الزغل         |       | الحزب الاشتراكي الدستوري |

### وزراء مندوبين
| الصورة | الحقيبة الوزارية                                              | معتمد لدى               | الاسم          | الحزب | الحزب                    |
| ------ | ------------------------------------------------------------- | ----------------------- | -------------- | ----- | ------------------------ |
|        | وزير لدى الوزير الأول                                         | الوزارة الأولى          | منجي الكعلي    |       | الحزب الاشتراكي الدستوري |
|        | وزير لدى الوزير الأول مكلف بالوظيفة العمومية والإصلاح الإداري | وزارة الشؤون الاجتماعية | منصف بلحاج عمر |       | الحزب الاشتراكي الدستوري |

### كتاب الدولة
| الصورة | الحقيبة الوزارية                | الاسم         | الحزب | الحزب                    |
| ------ | ------------------------------- | ------------- | ----- | ------------------------ |
|        | كاتب دولة للبريد والبرق والهاتف | إبراهيم خواجة |       | الحزب الاشتراكي الدستوري |

## التحويرات الوزارية

### التحوير الوزاري ل23 أكتوبر 1985
| الصورة | الحقيبة الوزارية      | الاسم         | الحزب | الحزب                    |
| ------ | --------------------- | ------------- | ----- | ------------------------ |
|        | وزارة الشباب والرياضة | الهادي بوريشة |       | الحزب الاشتراكي الدستوري |

### التحوير الوزاري ل7 أبريل 1986
| الصورة | الحقيبة الوزارية      | الاسم       | الحزب | الحزب                    |
| ------ | --------------------- | ----------- | ----- | ------------------------ |
|        | وزارة الشباب والرياضة | حامد القروي |       | الحزب الاشتراكي الدستوري |